# Franken
Franken var et af de store stammehertugdømmer som Tyskland var opdelt i.
I Østfranken var der fem: Franken, Sachsen, Bayern, Schwaben og Lothringen.
I dag er Franken en del af forbundsstaten Bayern i Tyskland.
Det består af de tre dele Oberfranken, Mittelfranken og Unterfranken.
Den største by i Franken er Nürnberg.
Af andre større byer kan nævnes Coburg, Aschaffenburg, Würzburg, Erlangen, Fürth, Bamberg, Bayreuth, Schweinfurt og Hof. 
Området var sæde for de saliske tysk-romerske kejsere og strakte sig langt mod nord i Tyskland, mod øst i Østrig og en tid ind i Frankrig. I løbet af middelalderen og den tidlige nyere tid kom meget af det øvre Franken under ærkebispedømmet Bamberg, Würzburg og Fulda, særligt de områder som havde været del af Thüringen.
I 1803 annekterede Napoleon den sydøstlige del af Franken til Bayern, som blev ophøjet til et kongerige, og området tilhører Bayern i dag. Kulturelt er det imidlertid meget forskelligt fra det egentlige Bayern; fx er det overvejende protestantisk, mens Bayern ellers er katolsk. Mange frankere bryder sig ikke om at blive kaldt bayrere.
Den lokale befolkning betoner regionens betydning over den administrative inddeling (Franken ligger i den tyske delstat Bayern), og mange så gerne, at Franken blev et selvstændigt forbundsland.